# لنهم
لنهم (به انگلیسی: Lenham) یک روستا و محله مدنی در بریتانیا است که در Lenham واقع شده‌است. لنهم ۲۳٫۴۹۰۶ کیلومتر مربع مساحت و ۳٬۳۷۰ نفر جمعیت دارد.